# انیمال کراسینگ
«انیمال کراسینگ» (انگلیسی: Animal Crossing) یک مجموعه بازی ویدئویی در سبک بازی شبیه‌سازی زندگی است که توسط نینتندو و در پلت‌فرم‌های نینتندو ۶۴، گیم‌کیوب، وی، وی یو، نینتندو دی‌اس، نینتندو ۳دی‌اس، آی‌اواس، اندروید و نینتندو سوئیچ منتشر شده‌است.